# Riccardo Berti
Riccardo Berti (Prato, 4 luglio 1946 – Firenze, 4 aprile 2010) è stato un giornalista italiano.

## Biografia
Giornalista professionista dal 1970, Riccardo Berti è stato cronista, inviato, caporedattore e vicedirettore. È stato inoltre direttore dei quotidiani Il Piccolo di Trieste, La Nazione di Firenze e Il Giornale della Toscana. Di quest'ultimo giornale è stato anche fondatore.
Per breve tempo ha fatto parte dell'ufficio stampa del partito politico Forza Italia. Da tale incarico passò direttamente, nel 2002, a  direttore dei canali di pubblica utilità (Isoradio) di RadioRai. Destò scalpore una sua intervista in diretta a Silvio Berlusconi durata oltre mezz'ora. Nel febbraio 2005 succede a Pierluigi Battista e a Oscar Giannino nella conduzione della striscia quotidiana Batti e ribatti, trasmessa da Rai 1 alle 20:30, nello spazio che è stato per anni di Enzo Biagi. Durante il periodo di conduzione di Batti e ribatti è spesso oggetto di polemiche per le sue domande - considerate troppo morbide - ai politici di centrodestra .
Dopo una stagione in tv, non esaltante,  torna al giornalismo radiofonico di Isoradio.
Nel 2008 il PdL gli propone di correre per la poltrona di sindaco di Prato, proposta che Berti declina.
Nell'agosto 2009 il Consiglio di Amministrazione della RAI nomina Berti direttore di GR Parlamento e condirettore del GR3 .
Nell'aprile 2010 Berti muore all'età di 64 anni, a causa di una affezione  tumorale, in una clinica fiorentina, dove era ricoverato da tempo .
Berti è stato anche volontario nel servizio di pronto soccorso delle Misercordie e ha scritto un libro sulla storia dei vigili del fuoco.